# Чернявский, Александр Филиппович
Александр Филиппович Чернявский (1907, город Одесса, теперь Одесской области — ?) — советский партийный деятель, 1-й секретарь Одесского горкома КПУ. Кандидат в члены ЦК КПУ в 1952—1956 г. Депутат Верховного Совета УССР 3-4-го созывов.

## Биография
Родился в семье рабочего. Четырнадцать лет проработал рабочим Одесского судостроительного завода имени Марти.
Член ВКП(б) с 1931 года.
Образование высшее. Окончил рабочий факультет и Одесский политехнический институт.
В 1940 — 1941 г. — заведующий промышленного отдела Одесского городского комитета КП(б)У.
В 1941 году — секретарь Одесского областного комитета КП(б)У по оборонной промышленности.
В 1944 — 1947 г. — заместитель секретаря Одесского областного комитета КП(б)У по машиностроению.
В 1947 — 1950 г. — 3-й секретарь Одесского областного комитета КП(б)У.
В 1950 — январе 1955 г. — 1-й секретарь Одесского городского комитета КП(б)У.
В январе 1955 — 1960 г. — секретарь Одесского областного комитета КПУ.
С 1960 года — 1-й помощник капитана корабля по политической части Черноморского морского пароходства.

## Награды
- ордена
- медали